# Albert Bailly (peintre)
Pour les articles homonymes, voir Albert Bailly (romancier) et Bailly.
Albert Bailly, né le 5 octobre 1897 à Bruxelles (province de Brabant) et mort en 1964 à Altea (province d'Alicante, Espagne), est un peintre et auteur de bande dessinée belge.

## Biographie

### Jeunesse et formation
Albert Marie Henri Bailly naît le 5 octobre 1897 à Bruxelles,.
Il se forme artistiquement à l'école des arts industriels et décoratifs d'Ixelles en peinture. Il enseigne dans cet établissement de 1918 à 1946. Il succède à Auguste Sacré à la direction de l'école en 1946,. L'architecte Philibert Schomblood le remplace en 1952,.
Il est connu comme peintre paysagiste où il évoque avec mélancolie l'atmosphère des étangs de Groenendael ou des ciels brabançons. Il réalise sa première exposition personnelle en 1952. Ses voyages le mènent notamment au Maroc et en Espagne.

### Cap'taine Sabord
De 1947 à 1948, il contribue comme illustrateur de contes ou nouvelles dans Cap'taine Sabord.

### Wagram
Il aborde la bande dessinée tardivement, il rejoint le périodique de bande dessinée Wrill sous la houlette d'Albert Fromenteau en 1949. Il réalise seul la bande dessinée historique à suivre Wagram,. C'est le récit de la bataille de Wagram, vu par les participants : tant par les officiers de Napoléon Ier et ceux de l'armée impériale autrichienne ainsi que par les conscrits. Le scénario donne une vision stratégique de la bataille. Selon l'historien Frans Lambeau dans son ouvrage Dictionnaire illustré de la bande dessinée belge : de la libération aux fifties (1945-1950) : « Un beau travail, unique dans cette revue, interrompu d'ailleurs par la fin de celle-ci. »
Ce sera sa seule incursion dans ce domaine.
Il est lauréat du Salon des artistes français en 1962. Il est décoré chevalier de l'ordre de la Couronne.

### Mort
Il meurt à Altea en 1964.

## Œuvre

### Peintures
- Paysage[9], tableau, huile sur toile, 45 × 60 cm, 1938 ;
- Verger fleuri[10], huile sur toile, 50 × 60 cm.

### Publications
- Wagram du no 181 du 16 décembre 1948 au no 204 du 26 mai 1949 dans Wrill[6].

### Catalogues d'exposition
- Rétrospective du peintre Albert Bailly, Centre d'art d'Ixelles, du 22 septembre au 8 octobre 1967 (OCLC 80070936)

### Expositions individuelles
- Rétrospective au Centre d'art d'Ixelles en 1967[3].

### Collections publiques
- Musée d'Ixelles[3].

## Prix et distinctions

### Distinctions
- Chevalier de l'ordre de Léopold[3].

### Prix
- 1962 :  Lauréat du Salon des artistes français[3].

#### Livres
: document utilisé comme source pour la rédaction de cet article.
- Jean Van Hamme, Introduction à la bande dessinée belge, Bruxelles, Bibliothèque royale de Belgique, 1968, 80 p., ill. ; 26 cm (lire en ligne), p. 6. [catalogue] publié à l'occasion de l'exposition La bande dessinée en Belgique, Bibliothèque Albert Ier, [Bruxelles], du 29 juin au 25 août 1968.
- Frans Lambeau, « Wagram par Albert Bailly », dans Dictionnaire illustré de la bande dessinée belge : de la libération aux fifties (1945-1950), Liège, Les Éditions de la Province de Liège, 2016, 327 p., ill. ; 27 cm (ISBN 9782390100294 et 2390100295, OCLC 949771202, présentation en ligne), p. 309. .